# 2010–2011-es albán labdarúgó-bajnokság (első osztály)
A 2010–2011-es Kategoria Superiore az albán labdarúgó-bajnokság legmagasabb szintű versenyének 72. alkalommal megrendezett bajnoki éve volt. A pontvadászat 12 csapat részvételével 2010. augusztus 21-én kezdődött és 2011. május 16-án ért véget.
A bajnokságot a Skënderbeu Korçë csapata nyerte, amely 78 év után ünnepelhette második bajnoki címét. A dobogó második fokára a Flamurtari Vlorë állhatott, míg bronzérmesként a Vllaznia Shkodër végzett. Az élvonaltól a Besa Kavajë és a KF Elbasani búcsúzott, és az első osztály létszámának 12-ről 14-re emelése miatt négy feljutó volt.
A gólkirályi címet a Flamurtari Vlorë csatára, Daniel Xhafaj szerezte meg 19 találattal.

## A bajnokság rendszere
A pontvadászat 12 csapat részvételével őszi-tavaszi lebonyolításban zajlott, mely során a csapatok körmérkőzéses rendszerben mérkőztek meg egymással. Minden csapat minden csapattal háromszor játszott, a 22. forduló utáni bajnoki helyezésnek megfelelően egyszer vagy kétszer pályaválasztóként, egyszer vagy kétszer pedig vendégként.
A bajnokság végső sorrendjét a 33 bajnoki forduló mérkőzéseinek eredményei határozták meg a szerzett összpontszám alapján kialakított rangsor szerint. A mérkőzések győztes csapatai 3 pontot, döntetlen esetén mindkét csapat 1-1 pontot kapott. Vereség esetén nem járt pont. A bajnokság első helyezett csapata a legtöbb összpontszámot szerzett egyesület, míg az utolsó helyezett csapat a legkevesebb összpontszámot szerzett egyesület volt.
Azonos összpontszám esetén a bajnoki sorrendet az alábbi szempontok alapján határozták meg:
1. a bajnoki mérkőzések gólkülönbsége
2. a bajnoki mérkőzéseken szerzett gólok száma

A bajnokság győztese lett a 2010–11-es albán bajnok, a 11. és 12. helyezett egyenes ágon kiesett a másodosztályba, míg a 9. helyezett a másodosztály 6. helyezettjével, a 10. helyezett pedig a másodosztály 5. helyezettjével vívott egymérkőzéses osztályozót. A párosítások győztesei indulhattak a 2011–12-es élvonalbeli pontvadászatban.

## Változások a 2009–10-es szezonhoz képest
Kiesett az élvonalból
- Apolonia Fier, 11. helyen
- Gramozi Ersekë, 12. helyen

Feljutott az élvonalba
- Bylis Ballsh, a másodosztály bajnokaként
- KF Elbasani, a másodosztály ezüstérmeseként

## Részt vevő csapatok
| Csapat           | Székhely | Stadion                 | 2009–10     |
| ---------------- | -------- | ----------------------- | ----------- |
| Besa Kavajë      | Kavaja   | Besa Stadion            | 2.          |
| Bylis Ballsh     | Ballsh   | Agush Maca Stadion      | 1. (II. o.) |
| Dinamo Tirana    | Tirana   | Selman Stërmasi Stadion | 1.          |
| KF Elbasani      | Elbasan  | Ruzhdi Bizhuta Stadion  | 2. (II. o.) |
| Flamurtari Vlorë | Vlora    | Flamurtari Stadion      | 5.          |
| Kastrioti Krujë  | Kruja    | Kastrioti Stadion       | 9.          |
| KF Laçi          | Laç      | Laçi stadion            | 4.          |
| Shkumbini Peqin  | Peqin    | Peqini stadion          | 7.          |
| Skënderbeu Korçë | Korça    | Skënderbeu Stadion      | 10.         |
| Teuta Durrës     | Durrës   | Niko Dovana Stadion     | 8.          |
| KF Tirana        | Tirana   | Selman Stërmasi Stadion | 3.          |
| Vllaznia Shkodër | Shkodra  | Loro-Boriçi Stadion     | 6.          |

## Végeredmény
| #   | Csapat               | M  | GY | D  | V  | G+ – G– | GK  | P                                                     | Megjegyzések                                   |
| --- | -------------------- | -- | -- | -- | -- | ------- | --- | ----------------------------------------------------- | ---------------------------------------------- |
| 1.  | Skënderbeu Korçë (B) | 33 | 23 | 4  | 6  | 52–23   | +29 | 73                                                    | 2011–2012-es Bajnokok Ligája – 2. selejtezőkör |
| 2.  | Flamurtari Vlorë     | 33 | 22 | 3  | 8  | 62–27   | +35 | 661                                                   | 2011–2012-es Európa-liga – 1. selejtezőkör     |
| 3.  | Vllaznia Shkodër     | 33 | 17 | 8  | 8  | 41–27   | +14 | 59                                                    | 2011–2012-es Európa-liga – 1. selejtezőkör     |
| 4.  | KF Laçi              | 33 | 14 | 5  | 14 | 44–44   | 0   | 47 \|rowspan="1" style="background-color: #fafafa;"\| |                                                |
| 5.  | KF Tirana (KGY)      | 33 | 11 | 11 | 11 | 42–31   | +11 | 44                                                    | 2011–2012-es Európa-liga – 2. selejtezőkör2    |
| 6.  | Bylis BallshÚ        | 33 | 13 | 4  | 16 | 44–48   | −4  | 43 \|rowspan="3" style="background-color: #fafafa;"\| |                                                |
| 7.  | Teuta Durrës         | 33 | 11 | 9  | 13 | 38–40   | −2  | 42                                                    |                                                |
| 8.  | Kastrioti Krujë      | 33 | 11 | 9  | 13 | 40–47   | −7  | 42                                                    |                                                |
| 9.  | Shkumbini Peqin      | 33 | 12 | 6  | 15 | 43–54   | −11 | 42                                                    | Osztályozó                                     |
| 10. | Dinamo TiranaCV      | 33 | 10 | 9  | 14 | 46–50   | −4  | 39                                                    | Osztályozó                                     |
| 11. | Besa KavajëK (K)     | 33 | 10 | 9  | 14 | 35–47   | −12 | 39                                                    | Kategoria e parë                               |
| 12. | KF ElbasaniÚ (K)     | 33 | 4  | 3  | 26 | 30–79   | −49 | 123                                                   | Kategoria e parë                               |

Forrás: Albán Labdarúgó-szövetség (albánul) 
A rangsorolás alapszabályai: 1. összpontszám, 2. egymás elleni eredmények összpontszáma, 3. gólkülönbség, 4. szerzett gólok száma.
1A Flamurtari Vlorë csapatától 3 pontot levontak, mert a csapat játékosai a Vllaznia Shkodër elleni bajnoki mérkőzés 89. percében, egy vitatott bírói ítéletet követően levonultak a pályáról.
2A KF Tirana nyerte a 2010–2011-es albán kupát, így a 2011–2012-es Európa-liga 2. selejtezőkörében indult.
3A KF Elbasani csapatától 3 pontot levontak, mert nem rendezte tartozását egy korábbi játékosával, Darko Perićtyel szemben.
(B): Bajnokcsapat, (K): Kieső csapat, (F): Feljutó csapat, (I): Kupainduló, (R): A rájátszás győztese, (KGY): Kupagyőztes

## Eredmények

### Az 1–22. forduló eredményei
| Hazai \ Vendég1  | BES | BYL | DIN | ELB | FLA | KAS | LAÇ | SHK | SKË | TEU | TIR | VLL |
| Besa Kavajë      |     | 2–1 | 1–1 | 2–0 | 0–0 | 0–0 | 1–2 | 2–1 | 0–2 | 0–0 | 2–1 | 0–1 |
| Bylis Ballsh     | 3–1 |     | 3–1 | 1–2 | 1–0 | 1–0 | 1–2 | 3–2 | 1–1 | 3–0 | 1–1 | 0–0 |
| Dinamo Tirana    | 2–1 | 2–1 |     | 2–1 | 0–1 | 0–0 | 3–3 | 1–0 | 1–3 | 1–2 | 1–2 | 0–0 |
| KF Elbasani      | 1–1 | 3–2 | 1–3 |     | 1–2 | 1–1 | 2–3 | 1–2 | 1–0 | 2–0 | 1–1 | 0–4 |
| Flamurtari Vlorë | 1–0 | 1–0 | 3–1 | 4–0 |     | 3–0 | 1–0 | 4–2 | 4–0 | 1–0 | 2–1 | 2–0 |
| Kastrioti Krujë  | 2–1 | 2–1 | 1–2 | 3–1 | 1–2 |     | 3–1 | 2–0 | 0–0 | 3–1 | 0–0 | 0–0 |
| KF Laçi          | 1–0 | 3–1 | 0–0 | 1–0 | 0–1 | 2–0 |     | 2–0 | 0–1 | 1–0 | 1–1 | 0–1 |
| Shkumbini Peqin  | 2–2 | 4–2 | 1–0 | 3–2 | 3–1 | 2–2 | 2–1 |     | 3–1 | 1–1 | 1–3 | 1–0 |
| Skënderbeu Korçë | 4–0 | 2–0 | 3–2 | 1–0 | 1–0 | 5–1 | 2–1 | 1–0 |     | 2–0 | 2–1 | 2–0 |
| Teuta Durrës     | 1–2 | 6–0 | 1–2 | 2–1 | 2–1 | 1–1 | 0–0 | 1–0 | 2–0 |     | 0–0 | 0–3 |
| KF Tirana        | 0–0 | 2–1 | 1–1 | 3–1 | 2–1 | 4–0 | 2–0 | 0–0 | 0–0 | 2–0 |     | 0–2 |
| Vllaznia Shkodër | 2–1 | 3–2 | 0–4 | 3–0 | 1–3 | 1–0 | 2–1 | 0–0 | 2–1 | 0–0 | 0–0 |     |

Forrás: Soccerway (angolul) 
1A hazai csapatok a bal oldali oszlopban szerepelnek.
Színek: Zöld = hazai győzelem; Sárga = döntetlen; Piros = vendéggyőzelem.
 

### A 23–33. forduló eredményei
A bajnokság harmadik körének menetrendjét a 22. fordulót követő bajnoki helyezésnek megfelelően végzik el.
```
23. forduló 24. forduló 25. forduló 26. forduló 27. forduló 28. forduló
  1 – 12      11 – 1      1 – 10      9 – 1       1 – 8       7 – 1
  2 – 11      10 – 2      2 – 9       8 – 2       2 – 7       6 – 2
  3 – 10       9 – 3      3 – 8       7 – 3       3 – 6       5 – 3
  4 – 9        8 – 4      4 – 7       6 – 4       4 – 5       4 – 12
  5 – 8        7 – 5      5 – 6       5 – 12     11 – 9       8 – 11
  6 – 7        6 – 12    12 – 11     10 – 11     12 – 10      9 – 10
```

```
29. forduló 30. forduló 31. forduló 32. forduló 33. forduló
  1 – 6        5 – 1      1 – 4       3 – 1       1 – 2
  2 – 5        4 – 2      2 – 3       2 – 12     11 – 3
  3 – 4        3 – 12    11 – 5       4 – 11     10 – 4
 11 – 7        6 – 11    10 – 6       5 – 10      9 – 5
 10 – 8        7 – 10     9 – 7       6 – 9       8 – 6 
 12 – 9        8 – 9     12 – 8       7 – 8      12 – 7
```

| Hazai \ Vendég1  | BES | BYL | DIN | ELB | FLA  | KAS | LAÇ | SHK | SKË | TEU | TIR | VLL |
| Besa Kavajë      |     | 2–1 | 1–0 |     |      | 3–2 |     |     | 0–0 |     | 3–2 |     |
| Bylis Ballsh     |     |     |     |     | 1–0  |     | 1–0 | 2–0 |     | 1–0 |     | 2–0 |
| Dinamo Tirana    |     | 1–1 |     | 3–1 |      |     |     | 4–1 | 2–3 | 0–0 | 0–0 |     |
| KF Elbasani      | 0–1 | 0–2 |     |     |      | 1–2 |     | 1–2 |     | 2–4 |     |     |
| Flamurtari Vlorë | 3–0 |     | 6–2 | 8–0 |      | 1–0 |     |     | 1–0 |     | 2–1 |     |
| Kastrioti Krujë  |     | 2–1 | 4–3 |     |      |     |     |     | 0–2 | 3–1 | 2–0 |     |
| KF Laçi          | 3–2 |     | 1–0 | 3–1 | 1–1  | 3–1 |     |     |     |     |     | 1–3 |
| Shkumbini Peqin  | 2–2 |     |     |     | 2–1  | 2–1 | 2–5 |     |     |     |     | 1–0 |
| Skënderbeu Korçë |     | 3–1 |     | 1–0 |      |     | 2–0 | 2–0 |     | 1–0 |     | 3–0 |
| Teuta Durrës     | 4–2 |     |     |     | 1–1  |     | 3–2 | 3–1 |     |     |     | 0–0 |
| KF Tirana        |     | 0–2 |     | 6–1 |      |     | 4–0 | 1–0 | 0–1 | 1–2 |     |     |
| Vllaznia Shkodër | 2–0 |     | 3–1 | 3–1 | 3–01 | 1–1 |     |     |     |     | 1–0 |     |

Forrás: Soccerway (angolul) 
1A hazai csapatok a bal oldali oszlopban szerepelnek.
Színek: Zöld = hazai győzelem; Sárga = döntetlen; Piros = vendéggyőzelem.
1A Vllaznia Shkodër–Flamurtari Vlorë-mérkőzés a 89. percben 0–1-es állásnál félbeszakadt, mert a vendég játékosok a sérelmükre megítélt büntető miatt levonultak a pályáról. Az Albán labdarúgó-szövetség a pályán elért eredményt törölte, és 3–0-s aránnyal a vétlen hazai csapatnak adta. A Flamurtari Vlorë csapatától 3 pontot levontak, és pénzbüntetéssel sújtották. 
 

## A góllövőlista élmezőnye
Forrás: Soccerway (angolul).
19 gólos
- Daniel Xhafaj (Flamurtari Vlorë)

14 gólos
- Pero Pejić (KF Tirana)

13 gólos
- Vilfor Hysa (KF Laçi)
- Brunild Pepa (Teuta Durrës)
- Alfredo Rafael Sosa (Skënderbeu Korçë)
- Emiljano Vila (Dinamo Tirana)

11 gólos
- Elis Bakaj (Dinamo Tirana)
- Mladen Brkić (Dinamo Tirana)
- Vioresin Sinani (Vllaznia Shkodër)

10 gólos
- Sebino Plaku (Flamurtari Vlorë)
- Fjodor Xhafa (Bylis Ballsh)

## Osztályozó
A 9. helyezett a másodosztály 6. helyezettjével , míg a 10. helyezett a másodosztály 5. helyezettjével játszik egymérkőzéses osztályozót. A párosítások győztesei indulhatnak a 2011–12-es élvonalbeli pontvadászatban.
| 2011. május 25. 16.00 (CEST) |

| Shkumbini Peqin | 1–0 (h. u.) | Adriatiku Mamurrasi |
| --------------- | ----------- | ------------------- |
| Mustafaj 93'    | (0–0)       | 63′, 71′ Ivanaj     |

| Niko Dovana Stadion, Durrës Nézőszám: 500 Játékvezető: Peza |

A Shkumbini Peqin megtartotta élvonalbeli tagságát.
| 2011. május 26. 16.00 (CEST) |

| Dinamo Tirana                                 | 4–1   | Besëlidhja Lezhë |
| --------------------------------------------- | ----- | ---------------- |
| Ferraj 38' Martinena 44' Allmuça 54' Vila 64' | (2–1) | 36' Lika         |

| Besa Stadion, Kavaja Nézőszám: 800 Játékvezető: Jemini |

A Dinamo Tirana megtartotta élvonalbeli tagságát.

## Nemzetközikupa-szereplés

### Eredmények
| Csapat        | Kupa            | Forduló         | Ellenfél         | 1. mérk. | 2. mérk.   | Össz. |
| ------------- | --------------- | --------------- | ---------------- | -------- | ---------- | ----- |
| Dinamo Tirana | Bajnokok Ligája | 2. selejtezőkör | Sheriff Tiraspol | 1–3      | 1–0        | 2–3   |
| Besa Kavajë   | Európa-liga     | 3. selejtezőkör | Olimbiakósz      | 0–5      | 1–6        | 1–11  |
| KF Tirana     | Európa-liga     | 1. selejtezőkör | Zalaegerszegi TE | 0–0      | 1–0 (h.u.) | 1–0   |
| KF Tirana     | Európa-liga     | 2. selejtezőkör | FC Utrecht       | 0–4      | 1–1        | 1–5   |
| KF Laçi       | Európa-liga     | 1. selejtezőkör | Dnyapro Mahiljov | 1–1      | 1–7        | 2–8   |

Megjegyzés: Az eredmények minden esetben az albán labdarúgócsapatok szemszögéből értendőek, a dőlttel írt mérkőzéseket pályaválasztóként játszották.

### UEFA-együttható
A nemzeti labdarúgó-bajnokságok UEFA-együtthatóját az albán csapatok Bajnokok Ligája-, és Európa-liga-eredményeiből számítják ki. Albánia a 2010–11-es bajnoki évben 0,875 pontot szerzett, ezzel a 42. helyen zárt.
| Csapat        | SGY | SD | SV | GY | D | V | Bónusz | Pont  | Átlag |
| ------------- | --- | -- | -- | -- | - | - | ------ | ----- | ----- |
| Dinamo Tirana | 1   | 0  | 1  | 0  | 0 | 0 | 0,000  | 1,000 |       |
| Besa Kavajë   | 0   | 0  | 2  | 0  | 0 | 0 | 0,000  | 0,000 |       |
| KF Tirana     | 1   | 2  | 1  | 0  | 0 | 0 | 0,000  | 2,000 |       |
| KF Laçi       | 0   | 1  | 1  | 0  | 0 | 0 | 0,000  | 0,500 |       |
| Összesen      | 2   | 3  | 5  | 0  | 0 | 0 | 0,000  | 3,500 | 0,875 |

## Külső hivatkozások
- Hivatalos oldal (albánul)
- Eredmények és tabella az rsssf.com-on (angolul)
- Eredmények és tabella a Soccerwayen (angolul)